# Francesca Shipsey
Francesca Shipsey (* in West Lafayette, Tippecanoe County, Indiana) ist eine US-amerikanische Schauspielerin und Opernsängerin.

## Leben
Shipsey wurde in West Lafayette im US-Bundesstaat Indiana geboren. Ihre Eltern sind Einwanderer aus Italien, außerdem hat sie britische Vorfahren. Sie ist mit Englisch und Italienisch als Muttersprachen bilingual aufgewachsen. Sie erlangte von 2010 bis 2014 ihren Bachelor of Music in Operngesang an der Oberlin Conservatory. Von 2014 bis 2016 machte sie ihren Master of Music an der Boston University. Eine Schauspielausbildung erhielt sie 2015 in New York City am Michael Howard Acting Studio.
2014 wirkte Shipsey im Kurzfilm Iphis/Ianthe sowie in einer Episode der Fernsehserie The Folklorist mit. 2015 folgte eine Besetzung im Film Big Business: Außer Spesen nichts gewesen. In den nächsten Jahren konnte sie sich durch Rollenbesetzungen in verschiedenen Kurz- und Spielfilmen als Schauspielerin etablieren. Von 2017 bis 2019 verkörperte sie in insgesamt vier Episoden der Fernsehserie The Egos die Rolle der Francesca. 2022 stellte sie im Tierhorrorfilm Shark Waters die Rolle der Darby dar. 2023 folgten Episodenrollen in den Fernsehserien Godfather of Harlem und Blue Bloods – Crime Scene New York.

## Filmografie (Auswahl)
- 2014: Iphis/Ianthe (Kurzfilm)
- 2014: The Folklorist (Fernsehserie, Episode 1x12)
- 2015: Big Business: Außer Spesen nichts gewesen (Unfinished Business)
- 2015: Among Wolves
- 2015: Sewn (Kurzfilm)
- 2016: Hells Playground
- 2016: Dove (Kurzfilm)
- 2016: On the 7th Date
- 2016: Gaze (Kurzfilm)
- 2017: The Christmas Hot Dog (Fernsehfilm)
- 2017: Guarded Angels (Kurzfilm)
- 2017–2019: The Egos (Fernsehserie, 4 Episoden)
- 2018: Nevermore (Kurzfilm)
- 2018: The Performance (Kurzfilm)
- 2018: She Forgives (Kurzfilm)
- 2018: River Path (Kurzfilm)
- 2019: Nomad (Kurzfilm)
- 2019: Primal Instinct (Fernsehdokuserie, Episode 2x05)
- 2020: Shelby's Haus (Kurzfilm)
- 2020: Smash!: A Coming of Age Rom-Com (Kurzfilm)
- 2021: That Damn Michael Che (Fernsehserie, Episode 1x01)
- 2022: Servant (Fernsehserie, Episode 3x05)
- 2022: Shark Waters
- 2023: Godfather of Harlem (Fernsehserie, Episode 3x01)
- 2023: Blue Bloods – Crime Scene New York (Blue Bloods, Fernsehserie, Episode 13x16)

## Theater (Auswahl)
- Love Is A Bad Neighborhood, Off-Bway-Theatre 54, NY
- King John, American Theater of Actors, NY
- A Small Fire, Kraine Theatre, NY
- Macbeth, Access Theater, NY
- Full Circle, Manhattan Rep Theater, NY
- Angels in America, Huntington Theatre, Boston
- The Arrangement, Theatre Lab, NY